# NMT-W64-160

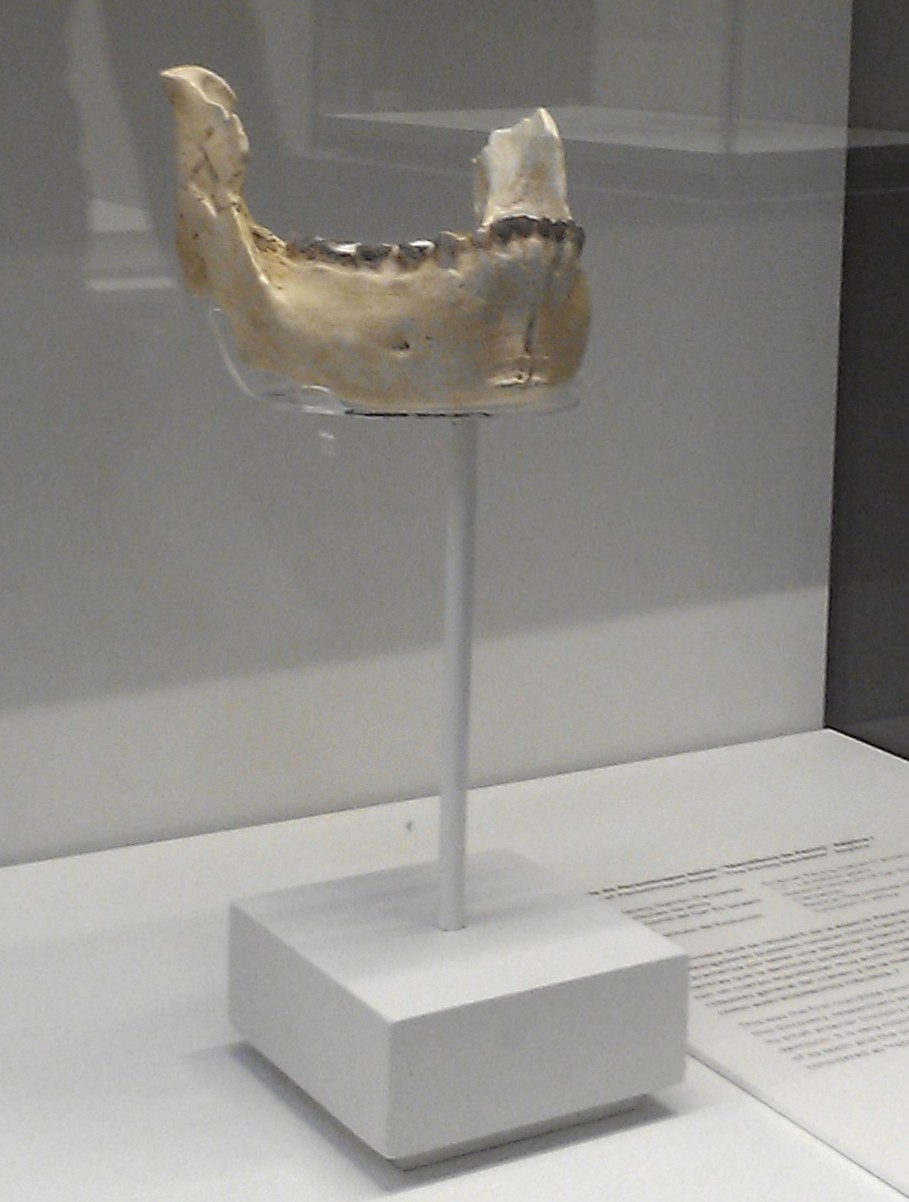
Copia del fossile Peninj 1

NMT-W64-160, anche noto come Peninj 1,  è il fossile di una mandibola appartenente a un Australopithecus boisei, ritrovato nel 1964 a Peninj, in Tanzania, da  Kamoya Kimeu.

## Descrizione
La mandibola è robusta e larga, con incisivi e canini piccoli e premolari e molari più grandi. Solo un dente era danneggiato, anche se gli altri erano molto usurati. Per le dimensioni e lo sviluppo dei terzi molari potrebbe essere appartenuto ad un maschio adulto .